# Catherine Taylor
Catherine Taylor (f. 11. august 1989 i Whitby) er en britisk orienteringsløber.
Taylor fik sin VM-debut i Lausanne i 2012. Året efter ved mesterskaberne i Finland blev Taylor nr. 10 på langdistance. Ved EM i 2014 tog Taylor overraskende en tredjeplads på langdistancen. Ved VM i 2014 i Italien blev det til en sjetteplads på både damestafetten og mixstafetten.
Catherine Taylor har siden 2011 boet i Uppsala, Sverige, hvor hun repræsenterer den lokale klub, OK Linné. I England repræsenterede Taylor klubben Cleveland OK. I 2012 vandt hun det britiske mesterskab i sprintorientering.

## Placeringer

### VM
| Verdensmesterskab    | Sprint | Mellem | Lang | Stafet | Mixstafet |
| -------------------- | ------ | ------ | ---- | ------ | --------- |
| Lausanne 2012        | 38.    |        |      | 10.    |           |
| Vuokatti 2013        |        |        | 10.  | 8.     |           |
| Trentino/Veneto 2014 |        |        | 19.  | 6.     | 6.        |

### EM
| Europamesterskab | Sprint | Mellem | Lang | Stafet |
| ---------------- | ------ | ------ | ---- | ------ |
| Falun 2012       | 22.    |        | 47.  | 10.    |
| Palmela 2014     |        |        | 3.   |        |

### Verdenscuppen
| Samlet placering | Samlet placering |
| ---------------- | ---------------- |
| 2010             | 120.             |
| 2011             | 119.             |
| 2012             | 35.              |
| 2013             | 49.              |